# 日本空手道信川派糸東流会
日本空手道 信川派 糸東流会（にほんからてどう のぶかわは しとうりゅうかい）は、空手道団体の一つ。この団体に所属している道場は通称・錬志館と呼ばれる。兵庫県加古郡稲美町の総本部道場を基点として活動を行っている。宗家は公益財団法人全日本空手道連盟範士八段、特任資格審査員、元国際審判員でもある信川邦明であり、会長は国際審判員、公認錬士七段、長男の信川義明、理事長も国際審判員で公認錬士七段、次男の信川貴洋である。
日本空手道信川派糸東流会・錬志館の所属道場は以下の団体に加盟している。公益財団法人全日本空手道連盟、全日本実業団空手道連盟、兵庫県空手道連盟、兵庫県高等学校体育連盟空手道部、明石市空手道連盟。